# Олт (река)
Олт − (рум, мађ: Olt; нем: Alt; лат: Aluta или Alutus) је река у Румунији.

## Ток реке
Олт је једна од најважнијих река за Румунију. Извор реке је у Великим Луковицама (рум. Hăşmaşu Mare; мађ. Nagyhagymás), планинском венцу Источних Карпата који се зову Снежници (мађ. Gyergyói-havasok), а ушће, у Дунав код Турну Магуреле (рум. Turnu Măgurele) у округу Телеорман (рум. Teleorman). Пошто се улива у Дунав, Олт припада Црноморском сливу (Дренажном базену).

## Притоке
- Барса (Bârsa)
- Кибин (Cibin)
- Раул Негру (Râul Negru)− Црна Река
- Гимбашел (Ghimbăşel)

## Окрузи које спаја
Олт протиче кроз седам округа, жупанија, у Румунији и то су:
- Харгита (Harghita)
- Ковасна (Covasna)
- Брашов (Braşov)
- Сибиу (Sibiu)
- Валкеа (Vâlcea)
- Олт (Olt)− Округ који је добио име по самој реци, и
- Телеорман (Teleorman)

## Галерија
| - Олт код Мадефалве, извориште - Олт − поглед на источне Карпате - Олт код Слатине, близу ушћа |

## Важнијиградови
Од извора ка ушћу:
- Сикулени (рум. Siculeni; мађ. Madéfalva) - види слику
- Меркуреа Чук (рум. Miercurea Ciuc)
- Санту Ђорђе (рум. Sfântu Gheorghe)
- Фагараш (рум. Făgăraş)
- Рамнику Валкеа (рум. Râmnicu Vâlcea)
- Слатина (рум. Slatina, România)